# Барацкош
Барацкош (рум. Barațcoș) — село у повіті Харгіта в Румунії. Входить до складу комуни Лунка-де-Жос.
Село розташоване на відстані 244 км на північ від Бухареста, 32 км на північний схід від М'єркуря-Чука, 135 км на південний захід від Ясс, 112 км на північ від Брашова.

## Населення
За даними перепису населення 2002 року у селі проживали 237 осіб, з них 234 особи (98,7%) угорців. Рідною мовою 234 особи (98,7%) назвали угорську.